# Alisha (Vorname)
Alisha ist ein weiblicher Vorname, der ursprünglich aus dem Sanskrit stammt und die Bedeutung „geschützt von Gott“ hat. Er findet sich daher häufig in hinduistischen Familien. Im Arabischen leitet sich „Alisha“ (عائشة) von der arabischen Wurzel „ʿ-ʾ-š“ (ع-ا-ش) ab, die mit dem Verb „ʿāša“ (عاشَ) verbunden ist, was „leben“ bedeutet. Das Partizip davon lautet „ʿāʾiša“ – „lebend“ oder „lebendig“. Dieser aus dem klassischen Arabisch stammende Name ist in islamischen Ländern besonders bekannt, weil eine der Ehefrauen des Propheten Mohammed diesen Namen trug – ʿĀʾiša bint Abī Bakr. In der westlichen Welt wurde der Name in den 1960er Jahren populär. Es handelt sich bei ihm um eine Variante von Alicia, der sich seinerseits vom althochdeutschen Adelheid mit der Bedeutung „von edler Gestalt“ ableitet. Ähnlich gebildete Varianten sind Alyssa und Alissa sowie Alysha bzw. Alyscha.

## Namensträgerinnen
- Alisha Bionda (* 1958), deutsche Autorin und Herausgeberin
- Alisha Boe (* 1997), norwegische Schauspielerin
- Alisha Ann Itkin (* 1968), US-amerikanische Popsängerin
- Alisha Klass (* 1972), US-amerikanische Pornodarstellerin
- Alisha Ossowski (* 1995), deutsche Volleyballspielerin
- Alisha Wainwright (* 1989), US-amerikanische Schauspielerin
- Alisha Weir (* 2009), irische Schauspielerin